# Aartsbisdom León
Het aartsbisdom León (Latijn: Archidioecesis Leonensis) is een rooms-katholiek aartsbisdom met als zetel León, hoofdstad van de Mexicaanse deelstaat Veracruz de Ignacio de la Llave. De aartsbisschop van León is metropoliet van de kerkprovincie León, waartoe ook de volgende suffragane bisdommen behoren:
- Celaya
- Irapuato
- Querétaro

## Geschiedenis
Het aartsbisdom werd opgericht op 26 januari 1863, als het bisdom León, uit delen van het bisdom Michoacán, en was suffragaan aan het nieuw verheven aartsbisdom Morelia. Op 5 november 1988 wisselde het van kerkprovincie en werd suffragaan aan het nieuw verheven aartsbisdom San Luis Potosí. Op 25 november 2006 werd het verheven tot metropolitaan aartsbisdom. 

## Parochies
Het aartsbisdom had in 2021 een oppervlakte van 8.110 km2 en telde 2.447.649 inwoners waarvan 91,0% rooms-katholiek was.

## Ordinarii

### Bisschoppen
- José María de Jesús Díez de Sollano y Dávalos (19 maart 1863 - 7 juni 1881)
- Tomás Barón y Morales (25 september 1882 - 19 januari 1898)
- Santiago de los Santos Garza Zambrano (12 februari 1898 - 2 maart 1900)
- Leopoldo Ruiz y Flores (12 november 1900 - 14 september 1907)
- José Mora y del Rio (15 september 1907 - 2 december 1908)
- Emeterio Valverde y Téllez (7 augustus 1909 - 26 december 1948)
- Manuel Martín del Campo Padilla (26 december 1948 - 10 Jun 1965; coadjutor sinds 3 augustus 1946)
- Anselmo Zarza Bernal (13 januari 1966 - 4 januari 1992)
- Rafael Garcia González (4 januari 1992 - 8 november 1994)

### Aartsbisschoppen
- José Guadalupe Martín Rábago (23 augustus 1995 - 22 december 2012)
  - Juan Frausto Pallares (hulpbisschop: 10 december 2005 - 28 oktober 2016)
- Alfonso Cortés Contreras (22 december 2012 - heden)

León (aartsbisdom) · Celaya · Irapuato · Querétaro